# Kanton Capellen
Kanton Capellen (lb. Kanton Capellen, fr. Canton de Capellen, niem. Kanton Capellen) – jeden z dwunastu kantonów w Luksemburgu, znajduje się w zachodniej części kraju. Przed 3 października 2015 należał do dystryktu Luksemburg. Siedziba kantonu znajduje się w miejscowości Mamer.

## Podział administracyjny
W skład kantonu wchodzi dziewięć gmin (gemeng, commune, Gemeinde):
1. Dippach (Dippech)
2. Garnich (Garnech)
3. Hobscheid (Habscht)
  - Septfontaines (Simmer / Simmern)
4. Käerjeng (Charage / Kerschen)
  - Bascharage (Nidderkäerjeng / Niederkerschen)
  - Clemency (Kënzeg / Küntzig)
5. Kehlen (Kielen)
6. Koerich (Käerch)
7. Kopstal (Koplescht)
8. Mamer
9. Steinfort (Stengefort)